# 51-й конгресс ФИФА
51-й конгресс ФИФА был проведён 6—8 июня 1998 года в Париже перед началом Чемпионата мира по футболу 1998. Это был последний съезд Конгресса, прошедший через два года после предыдущего — начиная с 1998 года съезды проводятся на ежегодной основе. На конгрессе в качестве 8-го президента ФИФА был избран Йозеф «Зепп» Блаттер, который сменил Жоао Авеланжа, занимавшего этот пост с 1974 года.

## Президентские выборы 1998
Голосование на президентских выборах проходило более трёх часов. Фаворитом считался шведский футбольный функционер и президент Европейского футбольного союза УЕФА Леннарт Юханссон, а его соперником значился швейцарец Йозеф «Зепп» Блаттер, который ранее был сотрудником часовой швейцарской фирмы «Longines» и с 1981 года работал в качестве генерального секретаря ФИФА. Первый тур голосования на выборах не определил победителя: Блаттер набрал 111 голосов, Юханссон — 80, однако швед признал своё поражение и Блаттер получил пост Президента ФИФА.

### Результаты голосования
| 51-й конгресс ФИФА 8 Июня 1998 года — Париж, Франция |         |            |
| Кандидат                                             | Раунд 1 | Раунд 2    |
| Зепп Блаттер                                         | 111     | Победитель |
| Леннарт Юханссон                                     | 80      |            |